# تفكيكية

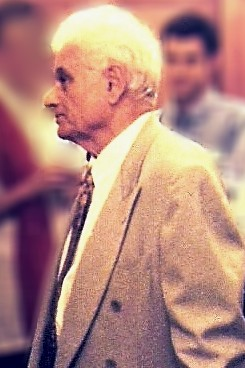
جاك داريدا

كما صاغها الفيلسوف جاك دريدا، التفكيكية هي أسلوب فهم العلاقة بين النص والمعنى. يتكون أسلوب دريدا من ربط قراءات النص بأذن لما يناقض المعنى المقصود أو الوحدة الهيكلية لنص معين. هدف التفكيكية هو إظهار أن استخدام اللغة في نص ما واللغة ككل معقد غير قابل للتبسيط، وغير مستقر، أو مستحيل. من خلال قراءاته، كان دريدا يأمل أن يُظهر التفكيكية عمليا.
تشير العديد من المناظرات في الفلسفة القارية المحيطة بعلم الوجود ونظرية المعرفة وعلم الأخلاق وفلسفة الجمال وعلم التأويل وفلسفة اللغة، تشير إلى ملاحظات دريدا. منذ الثمانينات، ألهمت هذه الملاحظات سلسلة واسعة من المشاريع النظرية في الإنسانيات، بما في ذلك مجالات القانون وعلم الإنسانيات وعلم التأريخ واللسانيات وعلم اللغات الاجتماعية والتحليل النفسي ودراسات أحرار الجنس، والمدرسة النسوية الفكرية. ألهمت التفكيكية أيضا التفكيكية في العمارة وظلت هام في الأدب والموسيقى والنقد الأدبي.
اعتُبرت التفكيكية مصطلحاً أُسيء فهمه وذلك لعدم تقديمه بصورته التاريخية والأدبية الفلسفية إضافةً إلى ذلك فمصدر التفكيك هو فك الارتباط بين اللغة وكل ما يقع خارجها. قُدمت التفكيكية على يد جاك دريدا في ثلاث كُتب صدرت عانم 1967 فحولت مجري التفكير النقدي البنيوي ووسعت مجاله حتّى أُطلق على منتهجي هذا التيار بأتباع الحركة ما بعد البنيوية أما الحركة النقدية نفسها التي رفع رايتها من يسمون بأصحاب مدرسة ييل وهم بول دي مان وجيفري هارتمان فلم يكتب لها البقاء حيث كانت وبعكس البنيوية تأخذ منهج النكران بدون الإثبات.
ابتدأ دريدا نقده من خلال الوصول بالطرق التقليدية لرسم صورة واضحة لمشكلة الإحالة أي قدرة اللفظ على إحالتنا لشيئ ما خارجه، فدريدا يُنكر أنّ اللّغة منزل الوجود ومعنى هذا المًصطلح حسب وجهة نظره الثقافة التي صنعها الإنسان والطبيعة التي صنعها الله، أي أنّ اللغة لن تصبح أبداً نافذة شفافة على العالم لنراه على حقيقته كما يعتقد الفلاسفة الحداثييون واعتبر أن محاولتهم لمواصلة هذا الطريق «عبث لا طائل من ورائه» وهو تعبير عن الحنين إلى ماضِ من اليقين المزيف.
في حين تنتشر في أوروبا القارية (وحيثما انتشرت الفلسفة القارية)، إلا أن التفكيكية غير متبناه أو مقبولة في معظم أقسام الفلسفة في الجامعات التي تسودها الفلسفة التحليلية.

## نظرة عامة

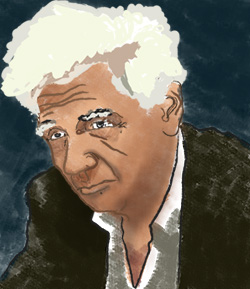
صورة للفيلسوف الفرنسي جاك دريدا بواسطة بابلو سيكا

قدم كتاب جاك دريدا عن علم النحو المنشور في عام 1967 غالبية الأفكار المؤثرة في التفكيكية. نشر دريدا عددا من الأعمال الأخرى المرتبطة مباشرة مع مفهوم التفكيكية. تشمل الكتب التي تُظهر التفكيكية عمليا أو تعرّف التفكيكية بصورة أكثر اكتمالا كلا من الاختلاف، والحديث والظاهرة، والكتابة والاختلاف.
طبقا لدريدا واستلهاما من عمل فرديناند دو سوسور، فإن اللغة كنظام من الإشارات والكلمات لها معنى فقط بسبب الاختلاف والتباين بين هذه الإشارات. كما صرح ريتشارد رورتي فإن "للكلمات معان فقط بسبب تأثير التباين مع الكلمات الأخرى... لا يوجد معنى لكلمة بالمفهوم الذي أمله الفلاسفة من أرسطو إلى بيرتراند راسل بأن تكون تعبيرا منفصلا عن شيء غير لغوي (على سبيل المثال المشاعر والأشياء الفيزيائية والفكرة والواقعية الأفلاطونية). كنتيجة لذلك، فإن المعنى لا يكون موجودا أبدا ولكنه يُحول إلى إشارات أخرى. يشير دريدا –مخطئ في هذه الرؤية- إلى الاعتقاد بأن هناك معنى كاف ذاتيا غير مُحول بأنه ما وراء الوجود. بالتالي فإن المفهوم لا بد من فهمه في سياق ضده، مثل الكون والعدم، والطبيعي وغير الطبيعي، والحديث والكتابة، إلخ.
إضافة إلى ذلك، فإن دريدا يصرح بأنه «في التضاد الفلسفي الكلاسيكي لا نتعامل مع تعايش سلمي للتضاد، بل مع تسلسل عنيف. يحكم أحد المصطلحين الآخر أو يكون له اليد العليا»: المُحدَد أعلى من المُحدِد، والمفهوم أعلى من المحسوس، والحديث أعلى من الكتابة، والنشاط أعلى من السلبية، إلخ. بالتالي فإن أولى مهام التفكيكية هي إيجاد وعكس هذا التضاد داخل نص ما أو مجموعة من النصوص، ولكن الغاية النهائية للتفكيكية ليست تجاوز كل التضاد، لأنها تفترض أنه ضرورة هيكلية من أجل إنتاج المعنى. دائما ما ينظم تسلسل التضاد نفسه من جديد. تشير التفكيكية فقط إلى ضرورة التحليل غير المنتهي الذي يستغل القرارات والعنف الفوضوي الموجود في كل النصوص.
أخيرا، يجادل دريدا أنه ليس من الكافي كشف وتفكيك طريقة عمل التضاد ثم الوقوف هناك في موقف عدمي أو تشاؤمي، «بالتالي نمنع أي وسائل تدخل في المجال بفاعلية». لكي تكون فعالة، تحتاج التفكيكية إلى خلق مصطلحات جديدة، وليس إلى صناعة المفاهيم المتضادة، بل تحديد الفروق بينها. هذا يفسر لماذا يقدم دريدا دائما مصطلحات جديدة في التفكيكية الخاصة به، ليس كلعب حر بل كضرورة حتمية للتحليل بهدف إبراز الفروقات. يُطلق دريدا على اللامحددات اسم خواص لفظية «خاطئة» والتي لا يمكن شملها في التضاد الفلسفي بعد الآن، إلا أنها تشغل تضادا فلسفيا يقاومها وينظمها بدون مساهمة من مصطلح ثالث، وبدون ترك المجال لحل في صورة ديالكتيك هيغلي (على سبيل المثال الكتابة الأصلية وفارماكون).

### نظرة فلسفية نحو التفكيكية
بشكلٍ عام فإن ما بعد الحداثة هي تفكيك للنماذج المعرفية السابقة ويمكن القول أنّها افترضت مصدرا نُتعاليا للمعرفة. هذا المصدر المتعالي ألمح إليه دريدا بوصف ميتافزيقا الحضور أو اللاهوت الأنطولوجي وهو ما يوهم بطبيعية العلاقات بين الإنسان ومجتمعه وعالمه، فإذا كان الخطاب الذي يتضمن المجتمع بالضرورة كما يقول فوكو هو بمثابة فضاء تتأسس فيه العلاقات بين الأفراد وينتج المعني ويحدد مواصفات القيم، أي أنّ الخطاب هو العملية الاجتماعية لصنع المعني، وبالتالي يصبح أداة السلطة نحو السيطرة، وبذلك يتحول إلى خاطب للهيمنة وإن زعزة الخطاب السائد هو الهدف الأساسي للتفكيك ويمكن القول بشكلٍ أكبر إن هذه الزعزة هي هدف الفلسفة المعاصرة منذ نيتشه.
من هذا المبدأ فإن التفكيكية تعمل لأجل تدمير هذا الخطاب المُهمين والذي يُصدّر على أنّه مطلق ويُعامل على أنّه سابق للنظام وبالتالي فإنّه يُعامل المؤسسات الدينية على أنّها قادرة على صياغة المعرفة الواجبة والمُلزمة وبالتالي تصبح كافة الخطابات المعرفية الأخرى تدور في فلك الخطاب الديني، هذه الفرضية تؤكد أن التفكيك يحاول أن يلغي مركزية الخطاب ويلغي أي ميزة ستنشأ من مركزيته، فإذا كان الخطاب يسعى لتوضيح الاختلافات بين النص والمعنى يُوصف بأنّه «خطاب تفكيك» فخطاب التفكيك هو خطاب هامشي يحاول تعرية الخطاب السائد حول الإنسان والمجتمع والعالم إضافة لتفكيك الآلية التي يعمل الخطاب السائد من خلالها لبناء الأيديولوجية التي تضمن له احتكار القوّة أي أنه يقوم بما أسماه بارت بالنشاط المعادي للاهوت الذي يقوض التصورات الراسخة التي أقرها المجتمع السلطوي، وتحاول نفي معاني الأصل الواحد الذي يُرى بأوجه متعدد لكنه يبقى مركزياً وكأنّ الشخص يتنقل في تيهٍ من المرايا.
التفكيكية لا تدرس اللوجوس ولا تستبدل مرجع بآخر أو معنى بآخر فدريدا نفسه صرح بأنّه لم يفعل ذلك ليلعب لعبة التبديلات الكلامية «أنا لم أفكر عموما في مقابلة مركز بأخر.فكتابي في علم الكتابة ليس دفاعا عن علم الكتابة أو تصويرا لمعالمه، بل وبدرجة أقل هو ليس إحياء لما اعتدنا تسميته بالكتابة.إن المسألة لا تتعلق بأن نعيد للكتابة حقوقها وامتيازها وكرامتها، هذه الكتابة التي اعتبرها أفلاطون شيئا يتيما ولقيطا مقابل الكلام الذي جعل منه الابن الشرعي والبار للأب اللوجوس»أي ما يعني أنّ مسألة إعادة التوزيع لم تكن في حسبانه أبدا.
إنّ ما قام به دريدا هو الابتعاد عن مركز الكلام واكتشاف الطاقة الكامنة في هامشه ومن ثمّ اكتشاف أن مركزية الكلام لم تكن غير زيف حيث اكتشف دريدا أنّ كل شيء اداعاه الكلام لكي يوهمنا بمتيازاته يخضع لمنطق معاكس. ما يعني أن إستراتيجية التفكيك لا تبدأ من الخارج أبداً فدريدا نفسه يرى أنّ التفكيك ليس نشاطاً خارجياً فلا يُمارس الناقد التفكيكي نشاطاً فوقياً على النص بل يُساعد النص في الإفصاح عن تناقضاته حيث أن النص يحوي دائماً أسباب دماره وهذا ما وضحته سارة كوفمان«أن دريدا لم يهاجم الميتافزيقا ولكنه أظهر فقط أن هذه الأخيرة لم تتوفر أبدا علي هذا الامتلاء»
باختصار إن عمل دريدا يقوم فقط علي الزيادة في صدع كان موجودا من قبل، ويتفق معه تيري ايجلتون الذي يري أن النص ينتقد أيدولوجيته من داخله عن طريق ما يغفل ذكره صراحة، أي عن طريق صراعات المعاني المتابينة. فنشاط التفكيك ليس خلخلة لبناء نص ما، بل إثبات أن هذا النص قد قام بخلخلة نفسه بنفسه. وما يقوم به التفكيك هو السماح للنص بأن يبوح بسقطاته الأيدولوجية أو نقاط العمي، أو لحظات التناقض الذاتي حيث يفضح النص لا إراديا التوتر بين بلاغته ومنطقه، بين ما يقصد قوله ظاهريا وبين ما يعحز علي أن يعنيه، ينطبق ذلك أيضا علي الخطاب التفكيكي، فالناقد كما يقول بول دي مان «لايقول فقط ما لا يقوله النص,بل إنه يقول أيضا شيئا مالا يعنيه هو نفسه»
تقودنا هذه الملاحظة الأخيرة إلي مفهوم أساسي في الإستراتيجية التفكيكية وهو مفهوم النص ذلك النص الذي صار نسيجا من الفضاءات البيضاء والفجوات التي يجب ملؤها كما يقولايكو. حيث يذكرنا ذلك بتفرقة بارت الهامة بين نص القراءة الذي يستهلكه القارئ، والذي يمنح نفسه للقارئ بلا مشقة، ومن ثم يقوم بترسيخ العادة والسحر والمألوف، وبين نص الكتابة الذي يقوم القارئ بإعادة كتابته مرة أخرى ومرات أُخريات ومن ثم يمنح القارئ لذة خاصة تلك اللذة التي لاتشبه قراءة الأعمال الجنسية والبوليسية والميلودرامية، ولكن اللذة التي تضعنا في وضع الخسارة بل قد تؤدي إلي إشعارنا بقدر من الضجر وتزعزع أسس القارئ التاريخية والثقافية والنفسية مثلما تزعزع أنساق أذواقه وقيمه وذكرياته، إنها تثير أزمة في علاقته مع اللغة.

## القراءة التفكيكية
يعتبر داريد أن النص ليس مساحة تناقضات لكنه وعند قراءته تفكيكياً تظهر البُنى وتنفجر المعاتي؛ فتفكيكية داريدا تٌفكك النص بغية إظهار أنّ ما يبدو عملاً متناسقاً هو بناء من الاستراتيجيات والمناورات البلاغية وفضح هذا البناء ينسف الافتراض بوجود معنى متماسك في النص ويؤكد دريدا على أهمية نحطيم الإطار النظري أو الثقافي أو المؤسسي للنص «ما يهمني في القراءات التي أحاول إقامتها هو ليس النقد في الخارج، وإنما الاستقرار والتموضع في البنية غير المتجانسة للنصّ، والعثور على توترات، أو تناقضات داخلية، يقرأ النصّ من خلالها نفسه، ويفكك نفسه,أن يفكك النصّ نفسه فهذا يعني أنه يتبع حركة مرجعية ذاتية حركة نصّ لا يرجع إلاّ إلى نفسه، ولكن هناك في النّص قوى متنافرة تأتي لتقويضه وتجزئته".»
يقول دريدا في معارضته للبنيوية «إنّ الكتابة (إيكرتير) هي أصل اللغة، وليس أصلها هو الصوت الذي ينقل الكلمة المنطوقة. ويهدف علم الكتابة الذي وضعه دريدا إلى الحلول محل سيميولوجيا سوسير» والكتابة بالنسبة له تعني الممارسة والإيضاح والفصل بالمسافات بين الكلمات ويستخدم داريدا مفهوم الأركى-كتابة ليقلب الأقطاب التقليدية في اللوجوس: الكتابة/الصوت؛ الصمت/الصوت؛ عدم الوجود/الوجود؛ اللاوعي/الوعي؛ الدال /المدلول، إلى آخره.
بشكلٍ عام فأن الصوت أو اللوجوس يصوّر تقليدياً العلامات الكلامية بأنّها تتألف من الدال والمدلول وهي في صُلب النظام الكلامي وتدل على قرب الصوت من الحقيقة ومن الوجود ومن المعنى لكن الإنسان التفكيكي حسب داريدا ليس تقليدياً ويقوم بتتبع معاني الكلام خارج المركز أو في الهوامش ويتخلى عن الأصول أو الأسس الوهمية.
إن القراءة التفكيكية ليست ما يُفهم بشكل بسيط من النص بل هي أشياء لم تُذكر في الكلمات الموجودة وهذا معنى قول التفكيكين إنّ النصّ ينطوّي على فراغات فالنص في حقيقته مكّونٌ من المتاهات وهذا يُبنى عليه الغياب والنسيان وبذلك فالتفكيكية تعطي السلطة للقارئ وليس للمؤلف وتُركز بشكل أساسي على الكتابة دون الاهتمام بمفاهيم الكلام والصوت وتدعو لتخليص النص من القراءت أو الفهومات الأحادية.

## التأثيرات
كانت نظريات دريدا عن التفكيكية متأثرة بأعمال لغويين أمثال فرديناند دي سوسور (الذي أصبحت كتاباته في علم العلامات حجر زاوية في النظرية الهيكلية في منتصف القرن العشرين) والنظريين الأدبيين مثل رولان بارت (الذي كانت أعماله بحثا في النهايات المنطقية للفكر الهيكلي). وقفت آراء دريدا عن التفكيكية في مواجهة نظريات الهيكليين أمثال عالم التحليل النفسي جاك لاكان، واللغوي كلود ليفي ستروس. إلا أن دريدا واجه محاولات في وصم أعماله بأنها ما بعد البنيوية.

## نقد التفكيكية
يُنظر إلى التفكيكية على أنّها منهج خطير في النقد ذلك لأنّها تنطلق من زعزعة الاستقرار في كلِّ يقين. بدأت التفكيكية من خلال التشكيك في العلم لينتقل بعدها التشكيك قي كل شيء حيث شككت في العلاقة القائمة بين الدال والمدلول والمعنى المتًولّد عنهما. شككت التفكيكية في اللغة نتج عنه شك في كل تأويلٍ للنصوص وبذلك فقد نُظر إليها على أنّها أقصتْ اللّغة وأقصت المؤلف حيث يصبح المؤلف ناسخاً فقط دون اعتبار الفروقات الفردية بين المؤلفين ودون اعتبار المواهب.
ركزّت التفكيكية على الكتابة ونفت كل أشكال التواصل الأُخرى. إن الغموض واستخدام المصطلحات غير الواضحة سعيا لإبهار القارئ واقناعه بالاستثنائية حيث كان النص الأدبي مُغلقاً بدون أفق في الدراسات حيث كان مرتبط بصاحبه أو بمحيطه السياسي والاجتماعي فغدا بعد التفكيك وثيقة تاريخية محكومة بالموقف والفعل وهُمشّ القارئ، لكن وما إن عاد عدم الاتزان إلى النظرية المعرفية حتّى عادت للقارئ سلطته وصار أكثر قدرة على فك شيفرات النص وتركيبه وفقاً لما يريده ولما يعطيه إياه النص. من هنا فقد فتحت هذه المقاربات على النص أفاقاً كبيرة ومعاني وإشارات تتجاوز بشكل كبير كون النص استهلاكي فقط.

### باللغة العربية
1. ↑  كتاب المصطلحات الأدبية الحديثة للدكتور محمد عناني
2. ↑  سبيفاك,جايتريا/صوردريدا/ص9
3. ↑  الزواوي بغورة/مفهوم الخطاب في فلسفة ميشيل فوكو/ص36
4. ↑  جابر عصفور/افاق العصر/ص20
5. ↑  دريدا,جاك/مواقع/ص18
6. 1 2  ايكو,امبرتو،التأويل والتأويل المفرط،ص255
7. ↑  سلدن,رامان/النظرية الأدبية المعاصرة/ص167
8. ↑  كوفمان,سارة/مدخل إلي فلسفة جاك دريدا/ص22
9. ↑  ايجلتون,تيري/التفسير والتفكيك و الأيدولوجية/ص103
10. ↑  نوريس,كريستوفر/المرجع المذكور/ص187
11. ↑  دي مان,بول/العمي والبصيرة/ص143
12. ↑  ستروك,جون/البنيوية وما بعدها/ص101
13. ↑  جاك، دريدا: مقابلة أجراها، كاظم، جهاد: مجلة الكرمل، عدد،17 ،ص:59 ،عن عبد الكريم ،درويش: فاعلية القارئ في إنتاج النّص، المرايا اللامتناهية، مجلة الكرمل، 2010،ص:209.
14. ↑  محمد، شبل الكومي: تقديم محمد، عناني: المذاهب النقدية الحديثة مدخل فلسفي،ص:318.
15. ↑  محمد شبل، الكومي المرجع نفسه، ص:318.
16. ↑  المرجع السابق/ص319
17. ↑  عبد الكريم، درويش: فاعلية القارئ في إنتاج النّص المرايا اللامتناهية، مجلة الكرمل، 24/04/2010 ص:221.
18. ↑  وليد، قصاب: مناهج النقد الأدبي الحديث، ص: 201
19. ↑  المرجع السابق/ص211
20. ↑  المرجع السابق/ص 116
21. ↑  منصور، عبدالوهاب: القراءة من موت المؤلف إلى ميلاد القارئ، عن مجلة النقد والدراسات الأدبية واللغوية/ص71
22. ↑  المرجع السابق /ص71

### بلغات أجنبية
1. ↑  "Deconstruction". Encyclopedia Britannica (بالإنجليزية). Archived from the original on 2015-04-30. Retrieved 2017-09-08.
2. ↑  Allison، David B.؛ Garver، Newton (1973). Speech and Phenomena and Other Essays on Husserl's Theory of Signs (ط. 5th). Evanston: Northwestern University Press. ISBN:978-0810103979. مؤرشف من الأصل في 2020-05-14. اطلع عليه بتاريخ 2017-09-08. A decision that did not go through the ordeal of the undecidable would not be a free decision, it would only be the programmable application or unfolding of a calculable process...[which] deconstructs from the inside every assurance of presence, and thus every criteriology that would assure us of the justice of the decision.
3. ↑  "Critical Legal Studies Movement". The Bridge. مؤرشف من الأصل في 2016-08-21. اطلع عليه بتاريخ 2017-09-08.
4. ↑  "German Law Journal - Past Special Issues". 16 مايو 2013. مؤرشف من الأصل في 2013-05-16. اطلع عليه بتاريخ 2017-09-08.
5. ↑  Morris، Rosalind C. (سبتمبر 2007). "Legacies of Derrida: Anthropology". Annual Review of Anthropology. ج. 36 ع. 1: 355–389. DOI:10.1146/annurev.anthro.36.081406.094357.
6. ↑  Munslow، Alan (1997). "Deconstructing History" (PDF). Institute of Historical Research. مؤرشف من الأصل (PDF) في 2016-03-04. اطلع عليه بتاريخ 2017-09-08.
7. ↑  Douglas، Christopher (31 مارس 1997). "Glossary of Literary Theory". University of Toronto English Library. مؤرشف من الأصل في 2017-11-08. اطلع عليه بتاريخ 2017-09-16.
8. ↑  Kandell، Jonathan (10 أكتوبر 2004). "Jacques Derrida, Abstruse Theorist, Dies at 74". The New York Times. مؤرشف من الأصل في 2018-07-24. اطلع عليه بتاريخ 2017-06-01.
9. ↑  Derrida، Jacques؛ Spivak، Gayatri Chakravorty (1997). Of Grammatology. Baltimore: Johns Hopkins University Press. ISBN:978-0801858307.
10. ↑  Saussure، Ferdinand de (1959). "Course in General Linguistics". Southern Methodist University. New York: New York Philosophical Library. ص. 121–122. مؤرشف من الأصل في 2018-09-21. اطلع عليه بتاريخ 2017-09-08. In language there are only differences. Even more important: a difference generally implies positive terms between which the difference is set up; but in language there are only differences without positive terms. Whether we take the signified or the signifier, language has neither ideas nor sounds that existed before the linguistic system, but only conceptual and phonic differences that have issued from the system.
11. ↑  Derrida، Jacques؛ Bass، Alan (2001). "7 :Freud and the Scene of Writing". Writing and Difference (ط. New). London: Routledge. ص. 276. ISBN:978-0203991787. اطلع عليه بتاريخ 2017-09-08. The model of hieroglyphic writing assembles more strikingly—though we find it in every form of writing—the diversity of the modes and functions of signs in dreams. Every sign—verbal or otherwise—may be used at different levels, in configurations and functions which are never prescribed by its "essence," but emerge from a play of differences.
12. ↑  Derrida, Jacques (1982). Positions (بالإنجليزية). University of Chicago Press. ISBN:9780226143316. {{استشهاد بكتاب}}: تحقق من التاريخ في: |سنة= / |تاريخ= mismatch (help)